# O mie

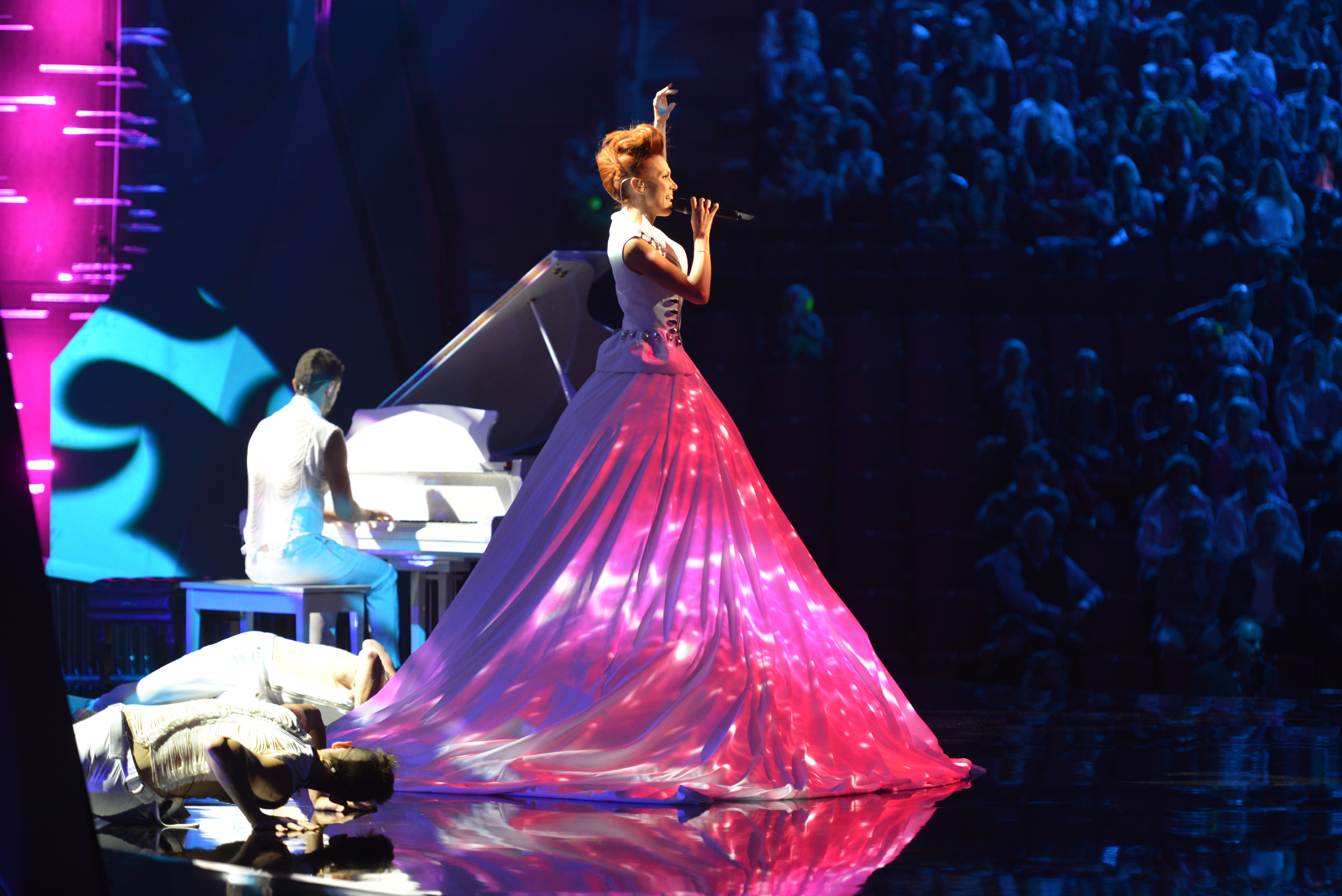
Aliona Moon representando a Moldavia con la canción "O mie" durante el tercer ensayo general de la primera semifinal del Festival de la Canción de Eurovisión 2013 Malmö.

«O mie» (rumano: Un millar) es una canción grabada por la cantante moldava Aliona Moon. La canción fue escrita por Pasha Parfeni y Iuliana Scutaru. Fue la canción con la que participó Moldavia en el Festival de la Canción de Eurovisión 2013 celebrado en Malmö, Suecia. La canción obtuvo 71 puntos quedando en 13er lugar en la Gran Final del concurso, celebrado el 18 de mayo de 2013. Aliona Moon también grabó la canción en versión inglesa, bajo el título de "A Million".